# Limbaži
Limbaži (estonio: Lemsalu; alemán: Lemsal; livonio: Limbaž) es una villa letona, capital del municipio homónimo.
A 1 de enero de 2016 tiene 7805 habitantes.
Se conoce su existencia desde 1385. Tuvo gran importancia en la Edad Media cuando, formando parte de la Terra Mariana, se construyó aquí una fortificación de piedra que en su época era la segunda muralla más importante tras la de Riga. Se cree que su nombre deriva del livonio y significa "gran isla en un pantano del bosque".
Se sitúa sobre la carretera P11 entre Valmiera y la costa oriental del golfo de Riga.